# Jan Šultys z Felsdorfu
Jan Šultys z Felsdorfu (též Jan starší Šultys z Kutné Hory) (1560 Slaný – 21. června 1621, Praha) byl měšťan, člen direktoria českých stavů v době stavovského povstání (1618–1620) a jeden ze 27 českých povstalců exemplárně popravených po prohrané bitvě na Bílé Hoře. Byl popraven jako celkově čtrnáctý a pátý z měšťanského stavu.

## Život
Pocházel ze Slaného, kde po univerzitních studiích působil jako učitel. Na přelomu let 1589/1590 odešel do Kutné Hory, kde po sňatku s Annou Holoubkovou provozoval hostinskou živnost, později se stal jedním z konšelů, roku 1604 obdržel erb a predikát z Felsdorfu a 1614 se stal kutnohorským primátorem.

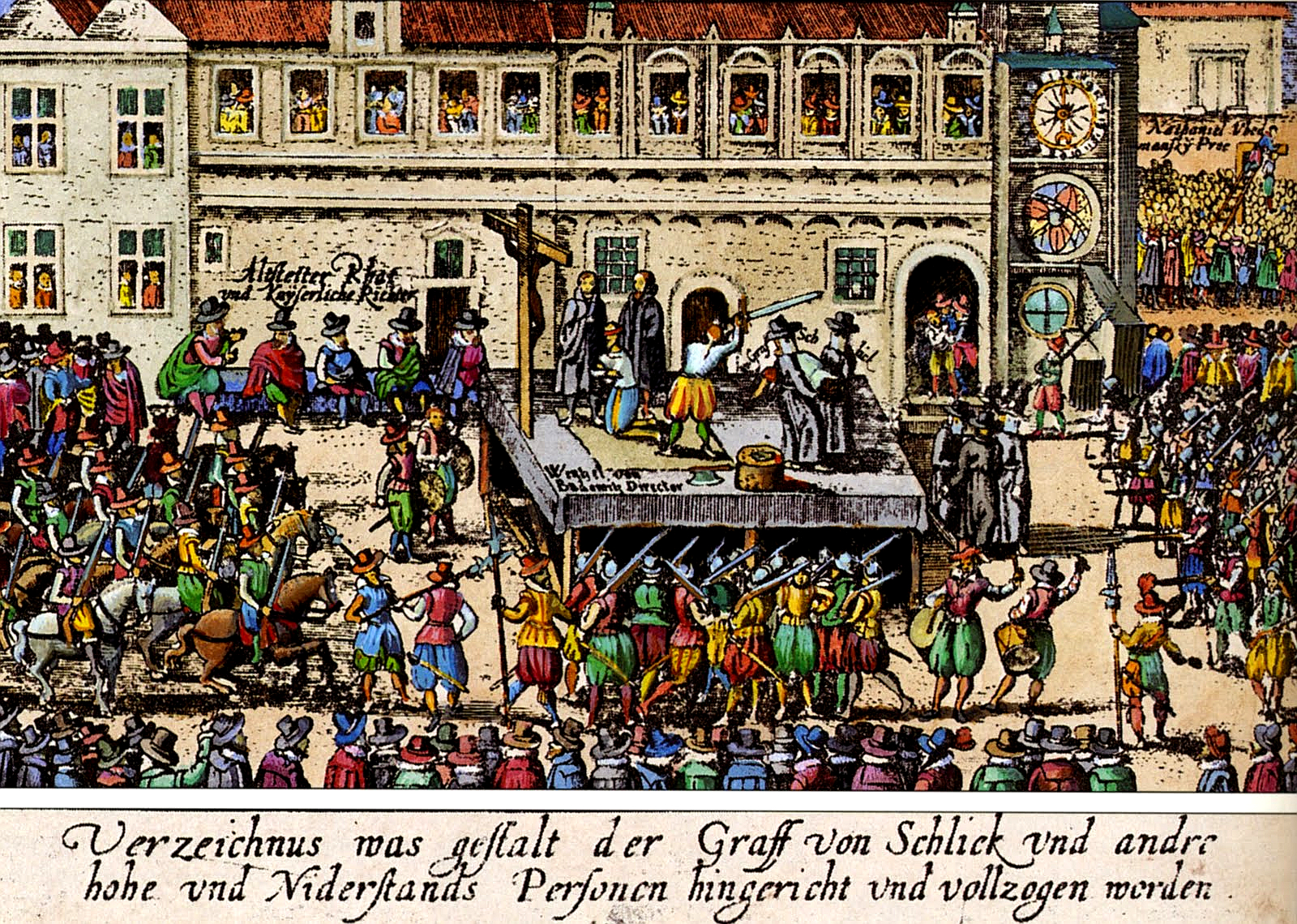
Poprava 27 českých pánů na Staroměstském náměstí

V roce 1618 byl jmenován jedním z třiceti direktorů. Za účast na stavovském povstání byl 20. února 1621 uvězněn ve staroměstské „špince“. Obhajoval se tím, že se direktorem stal pod pohrůžkami, což by podle názoru historiků mohla být pravda. U císaře se za něj přimlouval i Karel I. z Lichtenštejna
Dle původního rozsudku měla být hlava přibita na pranýři v místě bydliště, ovšem verdikt byl zmírněn tak, že po popravě byla jeho hlava pověšena na městské bráně v Kutné Hoře. Na jeho vystavenou lebku jako by se zapomnělo, zůstala viset i přes sejmutí ostatních hlav v roce 1631. Sundána byla až v roce 1724 na povolení císaře, když se opravovala městská brána.
Jan Šultys patřil k nejbohatším měšťanům v Kutné Hoře, kde mu patřilo šest domů, dvě zahrady, dále pak několik hospodářských dvorů v okolí města. Celý majetek v hodnotě několika tisíc kop grošů českých byl posmrtně zkonfiskován, jen část zabaveného jmění byla v roce 1623 vrácena Janovým synům.